# スタンネルン隕石雨
スタンネルン隕石雨（スタンネルンいんせきう、Stannern meteorite shower）は1808年5月22日、現在のチェコのモラヴィア地方のストナジョフ（オーストリア＝ハンガリー帝国時代の名称はStannern）で起きた隕石落下で、多くの人々に目撃された。
隕石はエイコンドライトで、小惑星ベスタに起源があるとされるHED隕石のなかのサブ・グループである、ユークライトに分類される。
1808年5月の日曜日の6時の少し前、ストナジョフとその近郊の村（Otín, Rosice, Cerekvička, Dlouhá Brtnice, Hladov, Stará Říše）の南北12.5km、東西4.8kmの飛散地域に発生した。隕石雨は礼拝に向かう人々によって目撃された。言い伝えでは8分間にわたり、200から300の隕石の落下が続いたとされる。人的被害も物的被害も発生しなかった。
隕石落下の直後、ウィーンの自然科学コレクションの所長のカール・シュライベルスが現地を訪れ、隕石の回収と、目撃談の収集を指揮した。6kgの最大の破片を含む66個の隕石が回収され、総重量は52kgに達した。
発見された隕石は世界中の博物館に送られ、最大の破片はウィーン自然史博物館(w:Naturhistorisches Museum)に保管されている。